# Гвардије (Авелино)
Гвардије је насеље у Италији у округу Авелино, региону Кампанија.
Према процени из 2011. у насељу је живело 50 становника. Насеље се налази на надморској висини од 568 м.